# Maria Gstöttner
Maria Gstöttner, née le 8 février 1984 à Sankt Pölten, est une footballeuse internationale autrichienne.

## Biographie

### En club
Maria Gstöttner commence le football à l'âge de six ans au Sv Würmla en y restant huit ans, puis continue sa progression avec les jeunes du SV Neulengbach de 1998 à 2000. Elle gagne ensuite sa place dans l'équipe A et reste fidèle au club, avec lequel elle termine meilleure buteuse de la Coupe féminine de l'UEFA 2003-2004, en ayant marqué onze buts. De 2003 à 2014, elle gagne douze championnats d'Autriche, ainsi que dix coupes d'Autriche et deux Supercoupes d'Autriche durant cette période (voir la section suivante pour plus de précisions). Elle devient même entraîneuse-joueuse de ce club.

### En sélection
Maria Gstöttner fait partie de l'équipe d'Autriche, participant notamment aux éliminatoires du Championnat d'Europe féminin de football 2005 et du Championnat d'Europe féminin de football 2013.

## Statistiques
| Saison                | Club                  | Championnat           | Championnat | Championnat | Coupe(s) nationale(s) | Coupe(s) nationale(s) | Supercoupe | Supercoupe | Compétition(s) continentale(s) | Compétition(s) continentale(s) | Compétition(s) continentale(s) | Total | Total |
| Saison                | Club                  | Division              | M.          | B.          | M.                    | B.                    | M.         | B.         | Comp.                          | M.                             | B.                             | M.    | B.    |
| 1998-1999             | SV Neulengbach        | ÖFB Frauen Bundesliga |             |             |                       |                       | -          | -          | -                              | -                              | -                              | 0     | 0     |
| 1999-2000             | SV Neulengbach        | ÖFB Frauen Bundesliga |             | 15          |                       |                       | -          | -          | -                              | -                              | -                              | 0     | 15    |
| 2000-2001             | SV Neulengbach        | ÖFB Frauen Bundesliga |             | 33          |                       |                       | -          | -          | -                              | -                              | -                              | 0     | 33    |
| 2001-2002             | SV Neulengbach        | ÖFB Frauen Bundesliga |             | 34          |                       |                       | -          | -          | -                              | -                              | -                              | 0     | 34    |
| 2002-2003             | SV Neulengbach        | ÖFB Frauen Bundesliga | 18          | 28          |                       |                       | -          | -          | -                              | -                              | -                              | 18    | 28    |
| 2003-2004             | SV Neulengbach        | ÖFB Frauen Bundesliga |             | 26          | 1+                    | 1+                    | 0+         | 0+         | C1                             | 6                              | 11                             | 7     | 38    |
| 2004-2005             | SV Neulengbach        | ÖFB Frauen Bundesliga |             | 22          |                       |                       | 1          | 1          | C1                             | 3                              | 1                              | 4     | 24    |
| 2005-2006             | SV Neulengbach        | ÖFB Frauen Bundesliga |             | 11          |                       |                       | -          | -          | C1                             | 5                              | 1                              | 5     | 12    |
| 2006-2007             | SV Neulengbach        | ÖFB Frauen Bundesliga |             | 26          |                       |                       | -          | -          | C1                             | 3                              | 0                              | 3     | 26    |
| 2007-2008             | SV Neulengbach        | ÖFB Frauen Bundesliga | 9+8         | 6+6         | 4                     | 5                     | -          | -          | C1                             | 6                              | 5                              | 27    | 22    |
| 2008-2009             | SV Neulengbach        | ÖFB Frauen Bundesliga | 8+8         | 6+2         | 5                     | 4                     | -          | -          | C1                             | 6                              | 2                              | 27    | 14    |
| 2009-2010             | SV Neulengbach        | ÖFB Frauen Bundesliga | 6+8         | 2+7         | 4                     | 4                     | -          | -          | C1                             | 3                              | 0                              | 21    | 13    |
| 2010-2011             | SV Neulengbach        | ÖFB Frauen Bundesliga | 18          | 26          | 5                     | 10                    | -          | -          | C1                             | 4                              | 0                              | 27    | 36    |
| 2011-2012             | SV Neulengbach        | ÖFB Frauen Bundesliga | 17          | 27          | 5                     | 6                     | -          | -          | C1                             | 4                              | 3                              | 26    | 36    |
| 2012-2013             | SV Neulengbach        | ÖFB Frauen Bundesliga | 18          | 36          | 5                     | 5                     | -          | -          | C1                             | 2                              | 2                              | 25    | 43    |
| 2013-2014             | SV Neulengbach        | ÖFB Frauen Bundesliga | 18          | 11          | 5                     | 5                     | -          | -          | C1                             | 4                              | 0                              | 27    | 16    |
| 2014-2015             | SV Neulengbach        | ÖFB Frauen Bundesliga | 8           | 1           | 3                     | 1                     | -          | -          | C1                             | 2                              | 0                              | 13    | 2     |
| 2015-2016             | SV Neulengbach        | ÖFB Frauen Bundesliga | 17          | 11          | 5                     | 6                     | -          | -          | -                              | -                              | -                              | 22    | 17    |
| 2016-2017             | SV Neulengbach        | ÖFB Frauen Bundesliga | 11          | 3           | 4                     | 4                     | -          | -          | -                              | -                              | -                              | 15    | 7     |
| 2017-2018             | SV Neulengbach        | ÖFB Frauen Bundesliga | 18          | 7           | 5                     | 4                     | -          | -          | -                              | -                              | -                              | 23    | 11    |
| 2018-2019             | SV Neulengbach        | ÖFB Frauen Bundesliga | 18          | 6           | 3                     | 1                     | -          | -          | -                              | -                              | -                              | 21    | 7     |
| 2019-2020             | SV Neulengbach        | ÖFB Frauen Bundesliga | 0           | 0           | 1                     | 0                     | -          | -          | -                              | -                              | -                              | 1     | 0     |
| 2020-2021             | SV Neulengbach        | ÖFB Frauen Bundesliga | 9           | 3           | -                     | -                     | -          | -          | -                              | -                              | -                              | 9     | 3     |
| 2021-2022             | SV Neulengbach        | ÖFB Frauen Bundesliga | 18          | 4           | 1                     | 0                     | -          | -          | -                              | -                              | -                              | 19    | 4     |
| 2022-2023             | SV Neulengbach        | ÖFB Frauen Bundesliga | 2           | 0           | 0                     | 0                     | -          | -          | -                              | -                              | -                              | 2     | 0     |
| Sous-total            | Sous-total            | Sous-total            | 219+        | 359+        | 56+                   | 56+                   | 1+         | 1+         | -                              | 48                             | 25                             | 324   | 441   |
| Total sur la carrière | Total sur la carrière | Total sur la carrière | 219+        | 393         | 56+                   | 56+                   | 1+         | 1+         | -                              | 48                             | 25                             | 324   | 475   |

- 136 matchs de championnat inconnus entre 1998 et 2007

## Palmarès

### En club
SV Neulengbach
- Championnat d'Autriche féminin
  - Championne : 2003, 2004, 2005, 2006, 2007, 2008, 2009, 2010, 2011, 2012, 2013 et 2014
  - Vice-championne : 1999, 2001 et 2002

- Coupe d'Autriche féminine
  - Vainqueur : 2003, 2004, 2005, 2006, 2007, 2008, 2009, 2010, 2011 et 2012
  - Finaliste : 1998, 2013, 2014, 2015, 2016 et 2017

- Supercoupe d'Autriche féminine
  - Vainqueur : 2003 et 2004
  - Finaliste : 1999, 2001 et 2002

### Distinctions personnelles
- Meilleure buteuse de la Coupe féminine de l'UEFA 2003-2004
- Meilleure buteuse du Championnat d'Autriche en 2001, 2002, 2003, 2004, 2005 et 2013